# Райхенау (Боденское озеро)
Райхенау (нем. Reichenau) — община в Германии, в земле Баден-Вюртемберг, район Констанц. Население составляет 5250 человек (2021). Занимает площадь 12,71 км². Расположена на острове Райхенау и на северном берегу участка Унтерзее Боденского озера. История общины тесно связана с монастырём Райхенау.

## Население
| Год  | Численность | Численность |
| ---- | ----------- | ----------- |
| 1975 | 4538        | [ 3 ]       |
| 2017 | 5299        | [ 1 ]       |
| 2019 | 5307        | [ 4 ]       |
| 2021 | 5250        | [ 5 ]       |
| 2022 | 5401        | [ 6 ]       |
| 2023 | 5456        | [ 2 ]       |